# اگد (دهانه)
اگد یک دهانه برخوردی در ماه‌ است.

## دهانه‌های اقماری
این دهانه ۹ دهانه اقماری دارد.
| Egede | عرض جغرافیایی | طول جغرافیایی | قطر          |
| ----- | ------------- | ------------- | ------------ |
| A     | ۵۱.۶° N       | ۱۰.۵° E       | ۱۳.۰ کیلومتر |
| C     | ۵۰.۱° N       | ۱۳.۰° E       | ۵.۰ کیلومتر  |
| B     | ۵۰.۵° N       | ۸.۹° E        | ۸.۰ کیلومتر  |
| E     | ۴۹.۶° N       | ۱۰.۴° E       | ۴.۰ کیلومتر  |
| G     | ۵۱.۹° N       | ۶.۹° E        | ۷.۰ کیلومتر  |
| F     | ۵۱.۹° N       | ۱۲.۵° E       | ۴.۰ کیلومتر  |
| M     | ۴۹.۵° N       | ۱۲.۴° E       | ۴.۰ کیلومتر  |
| N     | ۴۹.۷° N       | ۱۱.۱° E       | ۴.۰ کیلومتر  |
| P     | ۴۷.۸° N       | ۱۰.۵° E       | ۴.۰ کیلومتر  |